# Notophryxus ovoides
Notophryxus ovoides är en kräftdjursart som beskrevs av Georg Ossian Sars 1883. Notophryxus ovoides ingår i släktet Notophryxus och familjen Dajidae.
Artens utbredningsområde är havet utanför Norge. Arten har ej påträffats i Sverige. Inga underarter finns listade i Catalogue of Life.